# Мелник, Брюс Эдвард
Брюс Э́двард «Мел» Ме́лник (англ. Bruce Edward «Mel» Melnick; род. 1949) — астронавт НАСА. Совершил два космических полёта на шаттлах: STS-41 (1990, «Дискавери»), STS-49 (1992, «Индевор»), подполковник Береговой Охраны США.

## Личные данные и образование

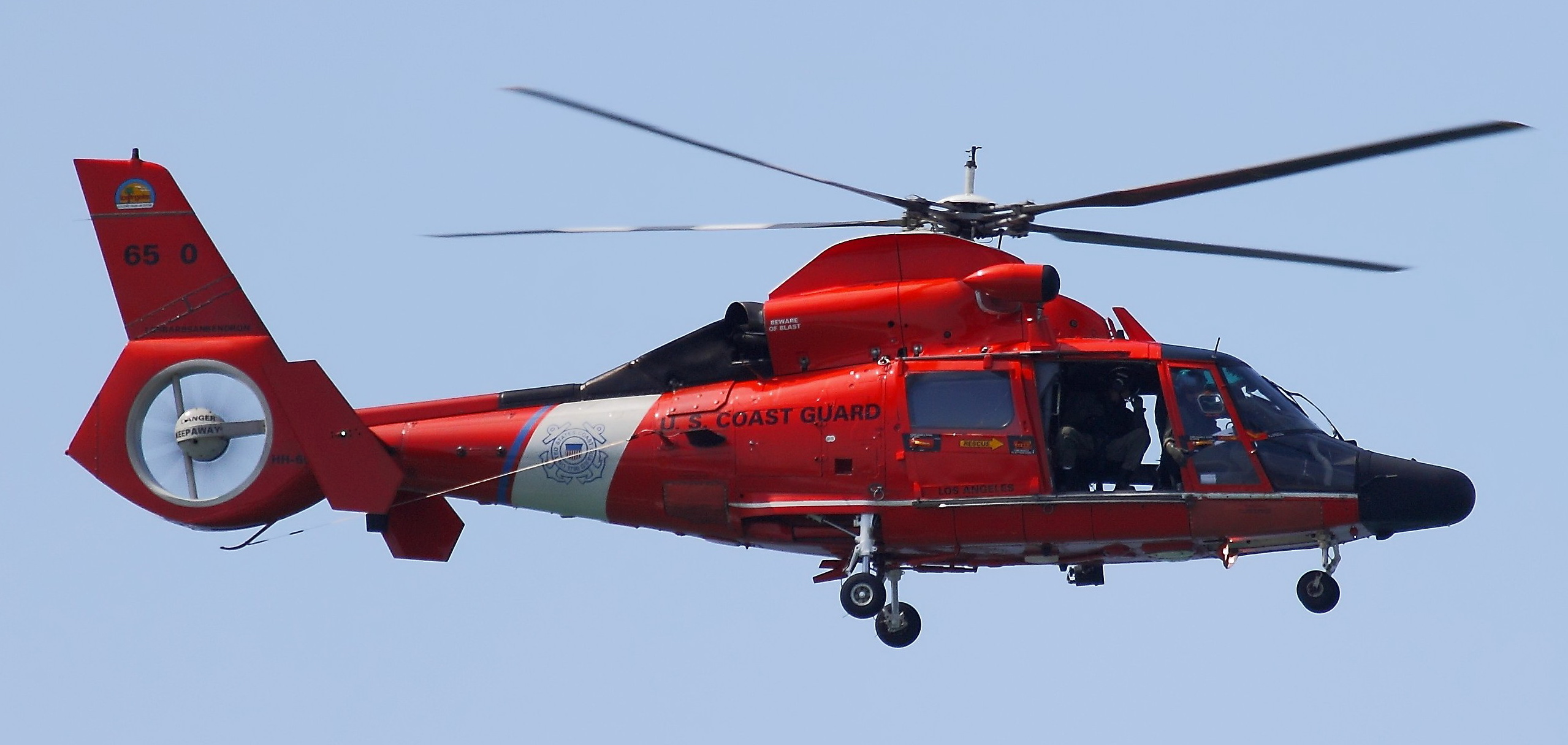
Вертолёт «HH-65 Дельфин».

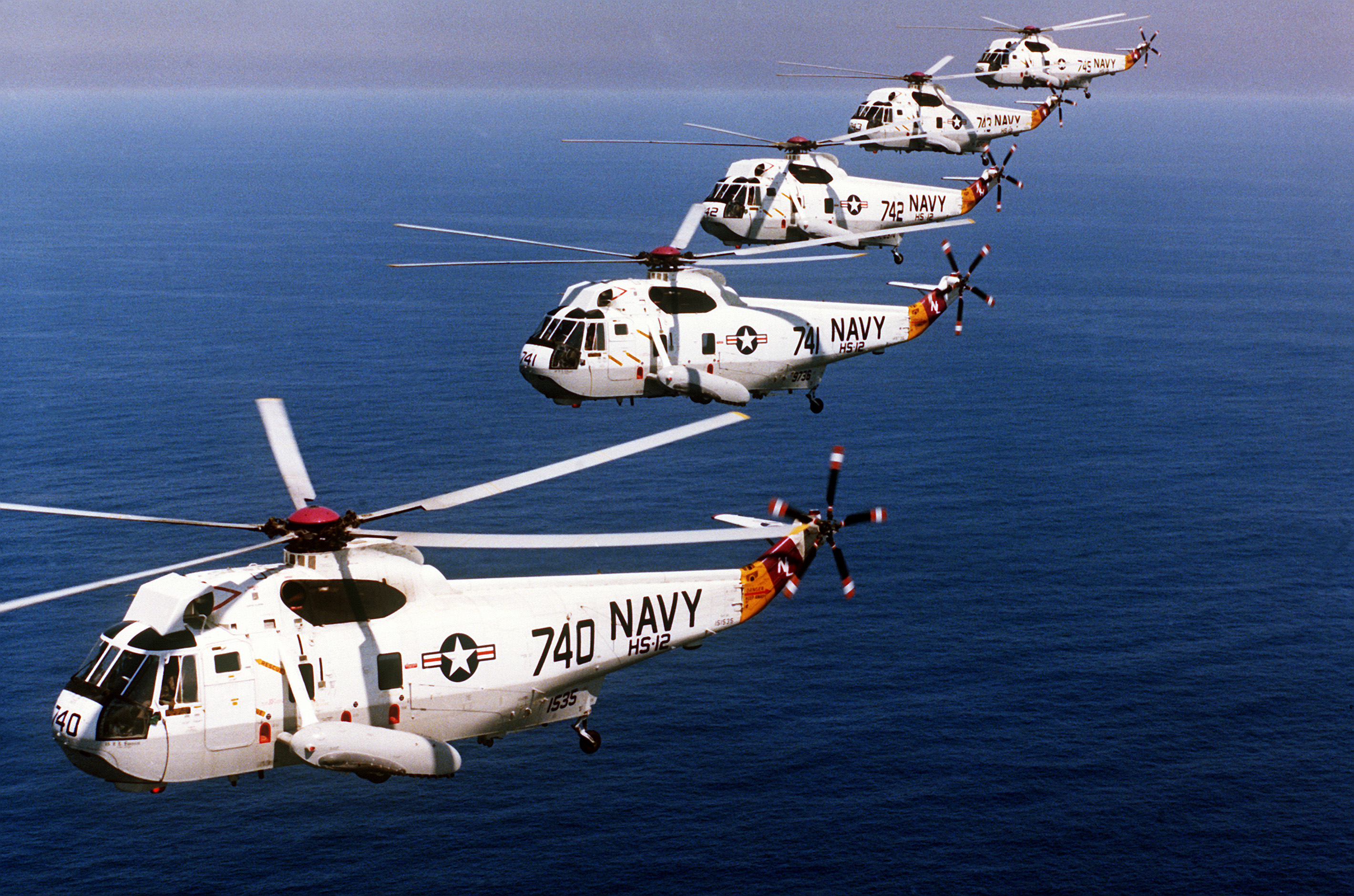
Вертолёт «S-61 Морской король» в полёте.

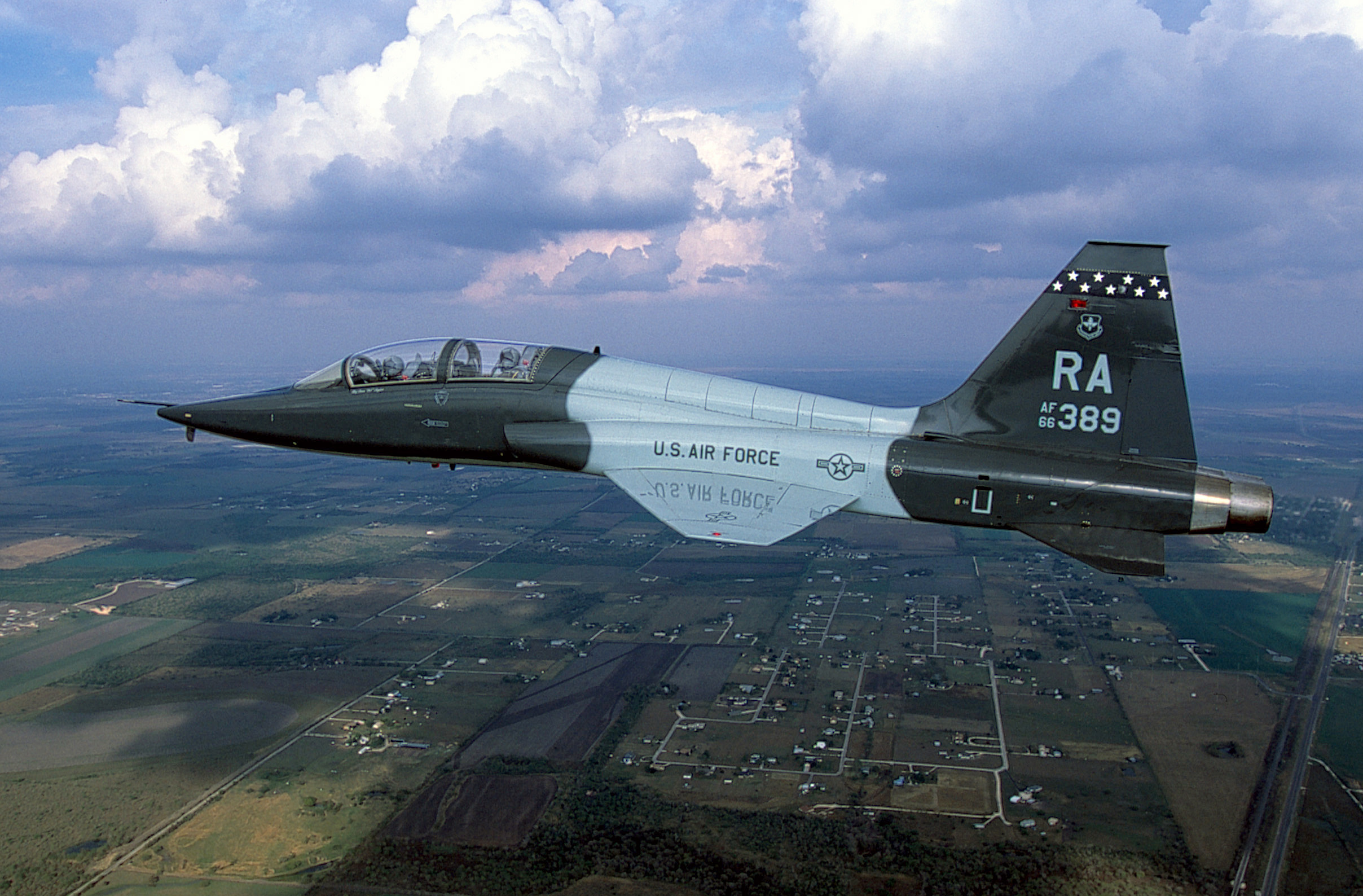
Самолёт «T-38 Talon» в полёте.

Брюс Мелник родился 5 декабря 1949 года в городе Нью-Йорк, штат Нью-Йорк, но своим родным считает город Клиаруотер, штат Флорида, где в 1967 году окончил среднюю школу. Жена — Кэй Аутман, у них двое детей: сын — Джим (род. 20.07.1978) и дочь — Анна (род. 26.04.1980). Увлекается: гольф, рыбная ловля, охота, бег, теннис, резьба по дереву. В 1967—1968 годах учился в Технологическом институте Джорджии. В 1972 году получил степень бакалавра наук в области машиностроения в Академии береговой охраны США. Затем, в 1975 году получил степень магистра в области авиационных систем в Университете Западной Флориды. В апреле 2001 года Университет Западной Флориды присвоил ему почётное звание Доктора наук.

## До НАСА
В Береговой охране США Мелник прослужил 20 лет, дослужившись до звания подполковник. Его послужной список включают должности: Начальник оперативного отдела и главный летчик-испытатель самолётов Береговой охраны в городе Грэнд-Прэйри, штат Техас. В этом качестве он провел большую часть службы и все приёмочные испытания вертолёта «HH-65 Дельфин», в том числе ходовые испытания, и написал инструкцию по летной эксплуатации для «HH-65». Имеет налет более 5000 часов, преимущественно на вертолётах HH-3F Pelican, HH-52 Sea Guard и «HH-65 Дельфин», а также на самолётах T-38 Talon.

## Подготовка к космическим полётам
В августе 1987 года Мелник был приглашён в НАСА в качестве кандидата в астронавты в составе двенадцатого набора. По окончании обучения по курсу общекосмической подготовки (ОКП) в августе 1988 года получил квалификацию «специалиста полёта» и назначение в Отдел астронавтов НАСА. Он был первым лётчиком Береговой охраны, отобранным для участия в космической программе и первым авиатором Береговой охраны, полетевшим в космос.

## Полёты в космос
- Первый полёт — STS-41[3], шаттл «Дискавери». C 6 по 10 октября 1990 года в качестве «специалист полёта». Цель полёта — вывод на орбиту космического аппарата «Улисс»[4]. Продолжительность полёта составила 4 дня 2 часа 11 минут[5].
- Второй полёт — STS-49[6] — Индевор (шаттл) — первый полёт шаттла «Индевор». С 7 по 16 мая 1992 года, в качестве «специалиста полёта». Основной целью миссии STS-49 был захват спутника Intelsat VI-603, который не смог покинуть околоземную орбиту за два года до этого. Астронавты должны были прикрепить к спутнику разгонный блок, который, работая как межорбитальный буксир, перевёл бы спутник на высокоэллиптическую орбиту, с дальнейшим переходом на целевую геостационарную орбиту. После нескольких попыток захват был совершён, для проведения работы впервые совершили выход в открытый космос из одного корабля сразу три человека, также был установлен рекорд длительности пребывания космонавта за бортом корабля, побитый только в 2001 году в полёте STS-102[7][8]. Продолжительность полёта составила — 8 суток 21 час 19 минут[9].

Общая продолжительность полётов в космос — 12 дней 23 часа 29 минут.

## После полётов
Мелник ушёл из Береговой охраны США и покинул НАСА в июле 1992 года. Стал работать в авиационно-космической промышленности. Он стал Вице-президентом филиала корпорации «Боинг» во Флориде, решал вопросы взаимодействия между НАСА, Министерством обороны США и Космическим Центром имени Кеннеди, штат Флорида. В 2008 году Мелник ушёл в отставку со всех постов и в настоящее время проживает в Мерритт-Айленде, Флорида.

## Награды и премии
Награждён: Медаль «За космический полёт» (1990 и 1992), Медаль Министерства обороны «За выдающуюся службу» (США) (дважды), Крест лётных заслуг (США) (дважды) и многие другие.